# Buti
Buti é uma comuna italiana da região da Toscana, província de Pisa, com cerca de 5.430 habitantes. Estende-se por uma área de 23 km², tendo uma densidade populacional de 236 hab/km². Faz fronteira com Bientina, Calci, Capannori (LU), Vicopisano.

## Demografia
| Variação demográfica do município entre 1861 e 2011                               |
|                                                                                   |
| Fonte: Istituto Nazionale di Statistica (ISTAT) - Elaboração gráfica da Wikipedia |